# 热比亚与赛丁
《热比亚与赛丁》（維吾爾語：رابىيە- سەئىدىن‎）是一篇讲述19世纪喀什噶尔当地年轻人爱情的长篇叙事诗。由阿不都热依木·尼扎里于1837年创作。20世纪八十年代，维吾尔诗人艾合买提·孜亚依对其进行过再创作，创造出歌剧、诗体小说及新版的长篇叙事诗。因为翻译不同，热比亚可能被译作热碧娅、热比娅、热碧亚，而赛丁则可能被译为赛依丁。因为与中原文化的《孔雀东南飞》等长篇叙事诗所叙述的故事相似，一些学者曾将这些作品进行过文学比较。在《热比亚与赛丁》完成之前维吾尔文学中依据真人真事的作品是少见的，《热比亚与赛丁》作为叙事诗，为创作与现实相结合提供了重要的经验，使得其在维吾尔文学史上的位置非常重要。
维吾尔族热比亚与赛丁传说在2009年，被列为新疆维吾尔自治区级非物质文化遗产。

## 热比亚与赛丁的相关艺术作品

### 维吾尔达斯坦

#### 阿不都热依木·尼扎里版本的达斯坦
阿不都热依木·尼扎里从1837年开始撰写他著名的《爱情长诗集》，《热比亚与赛丁》便是其中之一，《热比亚与赛丁》取材于作者生活的时代，希吉来历1264年（公元1834年）发生在伽师县下一个小村庄里的故事。这部达斯坦（长篇叙事诗）采用了类似《玛斯纳维》的双行诗形式，将散文与诗体融为一体，既继承了维吾尔长诗的传统又非常通俗化。全书1020行诗，语言通俗精炼，虽是使用古代维吾尔语写成，但与现代维吾尔语修辞手法、语法上差距不大。阿不都热依木·尼扎里创作的《热比亚与赛丁》被认为是阿不都热依木·尼扎里将突厥语苏菲主义文学成就之一《五卷诗》中的一首彻底民族化后的作品。同时，这部《热比亚与赛丁》也被认为是开辟了维吾尔达斯坦创作中的实主义道路。

#### 艾合买提·孜亚依版本的达斯坦
阿不都热依木·尼扎里创作《热比亚与赛丁》后，热比亚和赛丁两人的合墓便成了喀什地区的一个文化景观，时常有作家、年轻人前来祭扫这对勇敢追求爱情的前人。艾合买提·孜亚依甚至将这种情况写进了他的版本里：
这里成了人们的聚会之地 , 不断有新奇的故事和传说被讲起。——艾合买提·孜亚依，《热比亚与赛丁》
艾合买提·孜亚依从阿不都热依木·尼扎里版里获得启发，并在20世纪80年代创作了同一个主题的歌剧、诗体小说以及同名长诗《热比亚与赛丁》。艾合买提·孜亚依版全文共439页，分为51章，其中第1章到第15章讲述了故事背景，比如维吾尔历史、文化、民间习俗等，为长诗主题进行铺垫。第16章到第44章讲述了两位年轻人的爱情悲剧。第45到第51章则介绍了关于这部民间传说的研究，包括引发的民俗活动等。
艾合买提·孜亚依与阿不都热依木·尼扎里两部同名达斯坦的一个重要不同是艾合买提·孜亚依版将鲜明的地域文化特色加入了长诗中，精心描绘的喀什人文成为有研究价值的民俗文化资料。除此之外，艾合买提·孜亚依也通过这篇长诗将阿不都热依木·尼扎里版“故事套故事”的叙事模式改为“不同人讲述不同的故事”的模式。另外，两者文字语也有所不同，艾合买提·孜亚依是处在古典时代落幕、现代文学开始的交界的诗人之一，从他的作品便能读出维吾尔书面语的发展变化。

### 音乐剧
除了长篇叙事诗，《热比亚与赛丁》也在1942年被改编成了一部5幕9场音乐剧并在20世纪40年代被多个剧团排演过。随着维吾尔文化促进会的成立，大量维吾尔民间故事和传说都被改编成了舞台剧或者音乐剧，《热比亚与赛丁》便是其中之一。艾合买提·孜亚依将该剧改编后由喀什地区维文会下属的文工团第一次在舞台上表演，随后哈密维文会等接近60个地县级艺术团先后表演过《热比亚与赛丁》这部剧。1947年，《新疆日报》也对这部音乐剧进行过发表。
1981年，新疆歌舞剧团在1942年版《热比亚与赛丁》音乐剧基础上创演了新版本的《热比亚与赛丁》。编剧为塞买提·杜朵依力，导演是曹起志，作曲包括哈里斯·阿西鲁夫、艾拜杜拉·吐尔地和周吉。新疆歌舞剧团根据喀什地区民歌为素材重新创作了富有维吾尔民族风格的7/8拍节奏并使用了有力且饱含沧桑感的旋律，加上西方的功能和声，管弦乐队与民族乐队的混合，使得歌剧音乐充满戏剧性和感染力，同时也表现出热比亚与赛丁两位年轻人内心的情感和情绪。唱段上赛丁独唱通过使用不同的节拍来增强赛丁这个年轻人的性格表现。热比亚与赛丁第一场二重唱“园中的美景令人醉”，前半段使用2/4节拍，表现在园中相会的情景而后半段使用3/4节拍来表现热恋中的二人内心的激动与快乐。而第二场二重唱的旋律取材于喀什民间音乐，赛丁唱段使用7/8节拍，有力的旋律表现了赛丁受到压迫试图反击的阳刚之气。热比亚唱段则使用了9/8节拍与赛丁唱段产生明显对比，柔和却不失刚毅的旋律表现了热比亚为爱情甘愿受苦的性格。“中国小提琴第一人”马思聪也曾将《热比亚与赛丁》改编为歌剧，并起名为《冰山下的恋歌》。

### 出版物
1959年，阿不都热依木·那扎里版的达斯坦由作家出版社曾以《热碧亚-赛丁》为书名将其出版，由岩石整理，赵维新翻译。1981年，新疆人民出版社将这篇长诗选入该社出版的《阿不都热依木·那扎里爱情故事诗选》之中，1985年，维吾尔语艾合买提·孜亚依版《热碧亚与赛丁》被民族出版社出版。

## 故事梗概
喀什噶尔伽师巴依托卡伊有一条亚曼雅尔大渠（又称泰里维楚克河），河畔有一个小村庄叫克柯奇，村里有一位美丽的少女热比亚，她的父亲叫做亚库甫，家境殷实。村里还有一户人家父亲叫伊布拉音，儿子叫赛丁，家中贫苦。赛丁看上了亚库甫的美丽善良的女儿，经过了解和试探后，热比亚对勤劳、忠贞的赛丁也芳心暗许。赛丁的父亲伊布拉音看到儿子因为爱情茶不思饭不想，于是便前往亚库甫家提亲。亚库甫却希望将自己的女儿嫁入村里的豪门佳比尔家，以此来提高自己的声誉从而能获得更多的财富。所以他把伊布拉音的提亲视为对自己家族的玷污，拒绝了提亲。赛丁在听闻这个结果后，曾试图与热比亚私奔却遭遇失败甚至被佳比尔陷害入狱。无法与心爱的女子长厢厮守，使得赛丁精神日渐颓靡，嘴里一直呼喊着热比亚的姓名，哭嚎着跑遍了各个陵墓试图做一名隐姓埋名的遁世者，然而他总是觉得热比亚如影随形，计划落空了。最终找不到任何解决办法的赛丁大病一场，看不到心上人的赛丁最终在煎熬中死去。亚库甫对两人的爱情不屑一顾，对赛丁的死更是毫无同情之心，强逼着自己的女儿嫁给佳比尔，然而热比亚对赛丁的爱情让她无法容忍与佳比尔成亲，不久，赛丁之死的噩耗传到了热比亚的耳朵里，痛不欲生的热比亚砸开房门跑到赛丁墓前，从半夜哭到了破晓，最终年轻的热比亚跳入了泰里维乔河的冰窟中。人们试图凿冰寻尸，但无果而终。来年春天，冰雪消融之际，人们在一个水涯处找到了热比亚的尸体。人们为了这对生前无法在一起的恋人死后能在一起，把热比亚葬入了赛丁的坟墓。二人的坟墓不久开出了红柳树，巨大的红柳树相互缠绕、阴翳蔽日，其中一棵开出了红花，另一棵开出了白花。每当到了红柳开花的季节，当地的村民们都会前来祭扫，这对恋人的爱情故事也被代代相传。

## 热比亚赛丁麻扎
热比亚赛丁麻扎（墓）地处亚曼牙乡苏吾汗安拉村村西，距离该村700米。1985年，当地政府将陵园维护一新，向公众开放。2007年6月，被列为第六批新疆维吾尔自治区文物保护单位。2011年，热比娅赛丁墓景区作为东营市规划院第二轮援疆规划项目之一开始启动。2012年，被列入第一批设保护范围建设控制地带的文物保护单位。其范围以墓地为准，向东41米，北58米，西南20.5米，西41米作为建设控制地带。

## 备注
1. ↑  一些来源称其为阿布都热衣木·那扎尔